# Namkhai Norbu

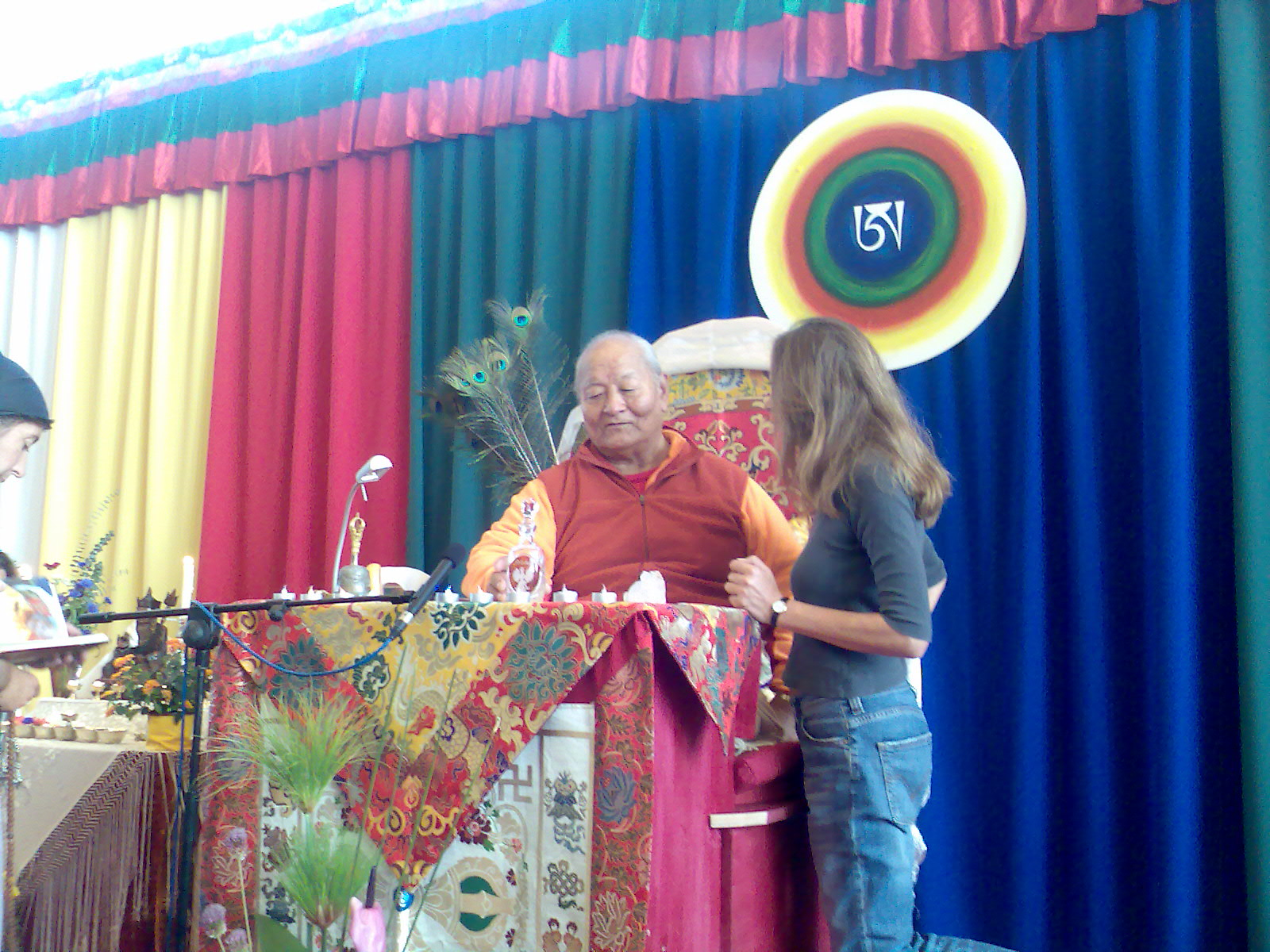
Namkhai Norbu Rinpoché, 2006

Chögyal Namkhai Norbu Rinpoche (tibetisch: ཆོས་རྒྱལ་ནམ་མཁའི་ནོར་བུ་རེན་པོ་ཆེ། Wylie: chos rgyal nam mkha'i nor bu rin po che; * 8. Dezember 1938 in dGe'ug, Kreis Dege, Kham; † 27. September 2018 in Arcidosso) war ein tibetischer Autor, Historiker und Dzogchen-Meister.
Im Alter von zwei Jahren erkannten ihn Pelyül Karma Yangsid und Shechen Rabjam als Reinkarnation (Trülku) des großen Dzogchen-Meisters und Mitbegründers der Rime-Bewegung Adzom Drugpa (1842–1924) an. Als Namkhai Norbu Rinpoche drei Jahre alt war, erkannte der 16. Gyalwa Karmapa ihn zusätzlich als die geistige Wiedergeburt des Shabdrung Ngawang Namgyel (1594–1651) an. Shabdrung Ngawang Namgyel, Gründer und Dharmakönig (tib.: Chögyal; skt. Dharmaraja) des Staates Bhutan, wird seinerseits als die Inkarnation des Drugpa-Kagyü-Meisters Pema Karpo (1527–1592) angesehen.

## Leben
In seinen frühen Jahren studierte Chögyal Namkhai Norbu Rinpoche am Sakya-Kloster Dege Gönchen. Zwischen seinem achten und zwölften Lebensjahr besuchte er die angeschlossene Klosterschule, in der er viele Jahre buddhistische Philosophie mit Khyenrab Chökyi Öser studierte. In dieser Zeit erhielt er auch zahlreiche Belehrungen und Übertragungen aus verschiedenen Lehrzyklen des buddhistischen Tantra und des Dzogchen. Gegeben wurden diese von vielen Meistern, einschließlich seines Onkels väterlicherseits Togden Orgyen Tendzin (der später den Regenbogenkörper verwirklichte), seines Onkels mütterlicherseits Khyentse Rinpoche Chökyi Wangchug und von Drubwang Rinpoche Künga Pelden, Negyab Rinpoche, Drugse Gyurme Dorje, Dzongsar Khyentse Rinpoche und Bo Göngkar Rinpoche.
1951 erhielt er besondere Unterweisungen und Übertragungen von Ayu Khandro Dorje Peldrön, einer Meisterin, die über fünfzig Jahren in Dunkelheit lebte und praktizierte und eine Schülerin von Jamyang Khyentse Wangpo war. Chögyal Namkhai Norbu Rinpoche wurde 1953 von der chinesischen Regierung als Repräsentant der tibetischen Jugend nach China eingeladen. Nach Besuchen in Chengdu und Chongqing nahm er die Einladung an, tibetisch in Menyag zu unterrichten. Während dieser Zeit traf er Kangkar Rinpoche, von dem er unter anderem Unterweisungen zu den Sechs Yogas von Naropa, Mahamudra und tibetischer Medizin empfing. Zurück in Tibet traf Namkhai Norbu Rinpoche 1955 seinen Wurzellehrer Nyala Rinpoche Rigdzin Changchub Dorje und blieb für ein knappes Jahr an dessen Wohnsitz in Khamdogar. Changchub Dorje übertrug ihm das authentische Wissen von Dzogchen, worauf Namkhai Norbu seine wirkliche Essenz begriff. Dieses unmittelbare Verständnis von Rigpa jenseits aller Beschränkungen ist eine charakteristische Eigenschaft seiner Art zu lehren geblieben.
In den späten 1950er Jahren unternahm Chögyal Namkhai Norbu eine Pilgerfahrt nach Nepal, Indien und Tibet. Aufgrund der schwierigen politischen Umstände brach er seine Pilgerreise schließlich ab und verließ Derge. Er flüchtete nach Gangtok in Sikkim (Indien), wo er von 1958 bis 1960 lebte. Dort arbeitete er als Autor und Herausgeber tibetischer Bücher für die lokale Regierung.
Wegen seiner fundierten Kenntnisse in allen Aspekten der tibetischen Kultur wurde er bereits als 22-Jähriger von Professor Giuseppe Tucci eingeladen, am Istituto Italiano per il Medio ed Estremo Oriente (IsMEO) in Rom zu arbeiten. Nach vier Jahren am Institut erhielt Namkhai Norbu Rinpoche 1964 den Ruf als Professor am Istituto Universitario Orientale in Neapel, wo er bis 1992 unterrichtete. Zeit seines Aufenthalts in Italien setzte Chögyal Namkhai Norbu seinen Forschungsschwerpunkt hauptsächlich auf die alte Geschichte Tibets, mit besonderem Augenmerk auf der Bön-Tradition. Seine dabei entstandenen Werke, die Arbeiten über Geschichte, Medizin, Astrologie, Bön und Volkstraditionen einschließen, sind Zeugnis seines tiefen Verständnis der tibetischen Kultur und ihrer Ursprünge.
1971 begann Chögyal Namkhai Norbu Yantra Yoga zu unterrichten, eine alte Form des tibetisch-buddhistischen Yogas, welche Bewegung, Atmung und Visualisierung kombiniert. Einige Jahre später begann er, Dzogchen-Belehrungen an eine kleine Gruppe italienischer Schüler zu geben. Mit diesen gründete er die Dzogchen Community. Zu dieser Zeit war Dzogchen im Westen verhältnismäßig unbekannt. Als das Interesse an seinen Unterweisungen wuchs, widmete sich Rinpoche verstärkt dem Verbreiten der Dzogchen-Lehren und dem Gründen von sogenannten 'Gars', weltweit verteilten Sitzen der Dzogchen Community. Heute gibt es solche Gars in Italien, Rumänien, den Vereinigten Staaten, Venezuela, Argentinien und Australien.
Zusätzlich zu dieser spirituellen Aktivität gründete er das internationale Shang-Shung Institut und ASIA. Ziel der Shang Shung Institute ist die Bewahrung des kulturellen Reichtums von Tibet. ASIA ist eine gemeinnützige Hilfsorganisation (NGO), deren Ziel es ist, medizinische und schulische Versorgung vor allem für die Bevölkerung Tibets zu ermöglichen bzw. diese beizubehalten.

## Deutsche Literatur und Quellen (Auswahl)
Bücher von Chögyal Namkhai Norbu:
- Spiegel des Bewusstseins – Essenz des tibetischen Buddhismus. Diederichs Gelbe Reihe, 1999, ISBN 3-424-01501-6 (hier findet sich im Anhang eine vom Privatbüro des Dalai Lama herausgegebene Biographie von Namkhai Norbu)
- Der Zyklus von Tag und Nacht – Die praktischen Übungen des Atiyoga. Diederichs Gelbe Reihe, 1998, ISBN 3-424-00964-4
- Dzogchen – Der ursprüngliche Zustand. Windpferd 2017 ISBN 978-3-86410-147-2.
- Zwei Aufsätze zur Geschichte und Kultur Tibets. Tashi Verlag, 2005, ISBN 3-9806802-8-2
- Schlüssel zum tibetischen Kalender – Tibetische Astrologie im Alltag. Garuda Verlag, 1997, ISBN 3-906139-12-3